# Tettigonia suturalis
Tettigonia suturalis är en insektsart som beskrevs av Pierre André Latreille 1804. Tettigonia suturalis ingår i släktet Tettigonia och familjen dvärgstritar. Inga underarter finns listade i Catalogue of Life.